# Neomezia cubensis
Neomezia cubensis är en viveväxtart. Neomezia cubensis ingår i släktet Neomezia och familjen viveväxter.

## Underarter
Arten delas in i följande underarter:
- N. c. cubensis
- N. c. oligospinosa